# Ritratto di signora (film)
Ritratto di signora (The Portrait of a Lady) è un film del 1996 diretto da Jane Campion, tratto dall'omonimo romanzo di Henry James.

## Trama
L'azione inizia nel 1872, in Inghilterra. Isabel, una giovane americana, vi si è recata al seguito di una ricca zia; lì si scontra con la mentalità chiusa di un gruppo di americani espatriati nel vecchio continente alla fine del '800 e, a differenza di questi ultimi, è decisa a salvaguardare la sua libertà per poter sperimentare la varietà del mondo. Dopo aver rinunciato alla proposta di matrimonio di un ricco pretendente, Lord Warburton, ed a quella di un altro giovane, Goodwood, per non rinunciare alla sua libertà e non rinchiudersi in una vita scontata e prevedibile, si reca a Firenze. Isabel cadrà vittima dei raggiri di Madame Merle, un'avventuriera che le dimostra dapprincipio amicizia, e del suo amante Gilbert Osmond.
Quest'ultimo, una specie di dandy ed esteta, inerte, egoista e manipolatore, riesce a sposare Isabel per interesse, attratto com'è dalla ricca eredità che ella ha ricevuto dallo zio Touchett. Dopo averla affascinata e circuita, le rende la vita matrimoniale impossibile, impedendole di realizzare i propri sogni. Per di più, nel corso dello svolgimento della pellicola, Isabel apprende una triste verità: la figlia di primo letto di Osmond, Pansy, è in realtà nata dalla relazione illegittima di quest'ultimo con Madame Merle. Solo quando apprende per lettera dell'imminente trapasso del cugino Ralph Touchett, consunto dalla tisi, decide di rompere la sua acquiescenza ai voleri del marito e, contro la volontà di quest'ultimo, ritorna in Inghilterra per rivedere Ralph. A lui, che è in punto di morte, Isabel finalmente si apre per la prima volta, ammettendo di essere tormentata dalla crudeltà di Osmond e confessando al cugino il suo amore. Questi però muore.
Dopo il funerale, Isabel incontra nuovamente Goodwood, un suo antico pretendente e si lascia momentaneamente travolgere dalla passione per lui: Goodwood, avendo capito l'infelicità di Isabel, le propone infatti di sposarlo. Tuttavia, dopo un primo momento di debolezza, la giovane si divincola dall'abbraccio e fugge. Il film si chiude con un'ultima, evocativa immagine: Isabel, dopo essere corsa via, arriva alla porta di casa Touchett e si volge indietro, come se fosse presa dal rimpianto. La conclusione della pellicola rimane pertanto sibillina: mentre nel romanzo viene chiarito che Isabel ritorna a Roma dal marito per rimanere fedele al suo dovere, nel film non è chiaro se ella decida di separarsi e di accettare la proposta di Goodwood oppure no; in definitiva, la fine dell'opera rimane suggestivamente aperta.

## Colonna sonora
Nella colonna sonora del film, del compositore Wojciech Kilar, sono presenti due cavatine tratte da Sei cavatine op. 39 di Mauro Giuliani, cantate dal soprano Maurizia Barazzoni.

## Riconoscimenti
- 1997 - Premio Oscar
  - Candidatura Miglior attrice non protagonista a Barbara Hershey
  - Candidatura Migliori costumi a Janet Patterson
- 1997 - Golden Globe
  - Candidatura Migliore attrice non protagonista a Barbara Hershey
- 1996 - Chicago Film Critics Association Award
  - Candidatura Migliore attrice non protagonista a Barbara Hershey
- 1996 - Satellite Award
  - Candidatura Miglior sceneggiatura non originale a Laura Jones
  - Candidatura Miglior scenografia a Janet Patterson
  - Candidatura Migliori costumi a Janet Patterson
- 1996 - Festival di Venezia
  - Premio Pasinetti a Jane Campion
- 1996 - New York Film Critics Circle Awards
  - Candidatura Miglior attrice protagonista a Nicole Kidman
  - Candidatura Miglior attore non protagonista a Martin Donovan
  - Candidatura Miglior attrice non protagonista a Barbara Hershey
- 1996 - Los Angeles Film Critics Association Award
  - Miglior attrice non protagonista a Barbara Hershey
  - Miglior scenografia a Janet Patterson
- 1997 - Chlotrudis Awards
  - Candidatura Miglior attore non protagonista a Martin Donovan
  - Candidatura Miglior attrice non protagonista a Barbara Hershey
- 1997 - National Society of Film Critics Awards
  - Miglior attore non protagonista a Martin Donovan
  - Miglior attrice non protagonista a Barbara Hershey
- 1997 - Online Film & Television Association
  - Candidatura Miglior attrice non protagonista a Barbara Hershey
  - Candidatura Migliori costumi a Janet Patterson
- 1997 - USC Scripter Awards
  - Candidatura Miglior sceneggiatura a Laura Jones e Henry James